# Heteroponera carinifrons
Heteroponera carinifrons is een mierensoort uit de onderfamilie van de Heteroponerinae. De wetenschappelijke naam van de soort is voor het eerst geldig gepubliceerd in 1887 door Mayr.